# David Rangel
David José Rangel Valledepaz (Nova Friburgo,19 de março de 1970) é um radialista brasileiro, pai dos atores da TV Globo, David Lucas e Aline Peixoto e marido da atriz Denise Peixoto.

## Biografia
Nascido de pai galego, David Fernandez Valledepaz e mãe carioca, Maria Aparecida Rangel Valledepaz, o radialista/comunicador David Rangel iniciou carreira em 1989 na Rádio Sucesso FM, Nova Friburgo, sua terra natal, onde também atuou nas rádios Caledônia FM e Friburgo AM. Em Cordeiro - RJ, trabalhou na Rádio 94 FM.
Em dezembro de 1998 foi para o Rio de Janeiro e até 2004 esteve nas Rádios Tupi e Nativa FM no programa Patrulha da Cidade com Juarez Getirana, como apresentador, ator e redator. Ainda na TUPI AM substituiu, por doença e posterior falecimento, Collid Filho nas madrugadas.
Em janeiro de 2004 foi convidado pelo Sistema Globo de Rádio para apresentar o programa "Tarde Legal" de 15h às 17h, onde esteve até março de 2009.
De 2009 a 2013 - Rádio Manchete Rio com o David dá Show De 10h ao meio-dia.
Em março de 2013, volta à Rádio Globo para, a princípio, apresentar o "Farofa da Globo" aos domingos, 10 da manhã. Depois passou a apresentar também o programa "O Melhor da Rádio Globo" e em seguida fez todas as férias dos comunicadores da Rádio Globo, inclusive o horário do comunicador Antônio Carlos de 6 às 9 da manhã.
Em Junho de 2014 retornou também às tardes da Rádio Globo com o "David da Tarde" onde apresentou até 2016, quando assumiu o "Sabadabadu" aos sábados entre 5h e 9h da manhã.
Em junho de 2017, com a nova programação da Rádio Globo passou a apresentar aos sábados o "Sambadasso" entre  11h e 13h.
Desde Fevereiro de 2018, apresenta de 6h às 9h da manhã o "David dá Show", na Sucesso FM - 88,3 em Nova Friburgo e no site do David dá Show. Reestreou seu programa na Rádio Manchete em setembro de 2023.
David Rangel tem como característica o humor de seus personagens "Lili Rodoviária", "Zé Cremente", "Padre Que Azedo", "Chico Manguaça", "Deputado Arnaldo Odessa Carnaggi", dentre outras dezenas de tipos. Em seus programas, no entanto, abre espaço também para reivindicações dos ouvintes e informações importantes para a coletividade, o chamado "papo sério".